# Oronsay (Buiten-Hebriden)
Oronsay (Schots-Gaelisch: Orosaigh) is een waddeneiland in de Buiten-Hebriden.
Oronsay ligt, op zijn dichtst, een halve kilometer vóór de kust van North Uist, en is bij eb toegankelijk via het strand aldaar; op dit strand staan zes kleine rotsjes, die, zoals Oronsay zelf, bij vloed in eilanden veranderen. De plek waar het eiland toegankelijk is, is het
zuidelijkste punt, Rubh' an Fhaing geheten. Het eiland heeft een min of meer driehoekige vorm; de noord- en westpunten heten Celig en Rubh' an Tobha, respectievelijk. Van west naar oost meet Oronsay zo'n anderhalve kilometer en van noord naar zuid ongeveer een. Het eiland wordt, behalve in het zuiden, aan alle kanten door een strook water omgeven, die een uitvloeisel is van de zee in het noorden en bij hoog water zodanig aanzwelt dat Oronsay een eiland wordt. Oronsay ligt in een grote baai, waarin ook Lingay ligt.
Oronsay heeft in het noorden en westen enkele kliffen, en in het zuiden een kiezelstrand. Het eiland is zeer vlak, met een naamloze, vijfentwintig meter hoge heuvel in het noorden als hoogste punt. Het is volledig onbewoond.